# National Theatre Live

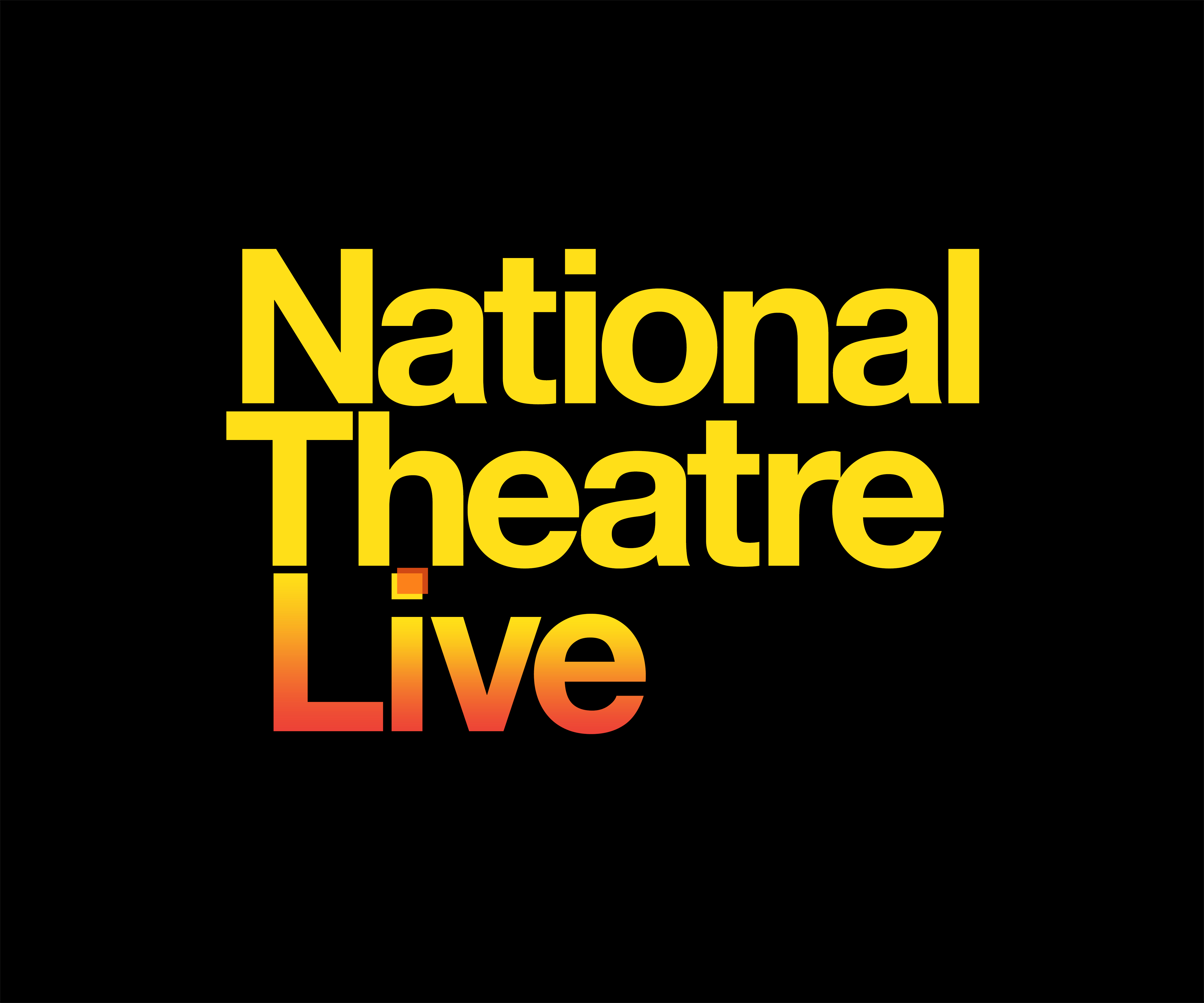
National Theatre Live Logo

National Theatre Live ist eine Initiative des Royal National Theatre in London in der es darum geht verschiedene Theaterstücke auf die Kinoleinwände innerhalb der ganzen Welt zu bringen. Damit reiht sich das Theater ein in eine wachsende Gruppe renommierter Ensembles, Schauspiel- und Opernhäuser, welche ihre Produktionen auf diese Weise einem größeren Publikum preisgünstig zugänglich machen wollen – weitere sind die New Yorker Metropolitan Opera, die britischen Häuser des Royal Ballet, des Royal Opera House und der Royal Shakespeare Company sowie das russische Bolschoi-Ballett.

## Übersicht
Im Juni 2009 wurde zum allerersten Mal ein Theaterstück live im Kino übertragen. Mit Phèdre, in dem Helen Mirren eine Hauptrolle spielte, startete die erste Staffel der Liveausstrahlungen. Das Theaterstück verfolgten insgesamt 50.000 Menschen aus 19 Ländern der Welt. Inzwischen werden die Theaterstücke in 25 Ländern in bis zu 1400 Kinos gezeigt. Auch die Zuschauerzahlen sind gewachsen. Das Theaterstück The Audience, 2013 die erste gezeigte Produktion, die nicht am National Theatre inszeniert wurde, sahen beispielsweise 180.000 Menschen live im Kino. Bis 2016 sahen ungefähr 4 Millionen Zuschauer die Theaterstücke in Kinos aus aller Welt. Alle Theaterstücke werden in HD ausgestrahlt. Die bis dahin meisten Zuschauer hatte die Liveausstrahlung des Theaterstücks Hamlet. Dieses Theaterstück wurde am 15. Oktober 2015 ausgestrahlt. Benedict Cumberbatch stellte Hamlet dar. Mehr als 225.000 Zuschauer aus 25 Ländern verfolgten die Übertragung des Theaterstücks.
Neben Benedict Cumberbatch und Helen Mirren sind auch noch weitere bekannte Film- und Fernsehschauspieler in den Live-Produktionen des National Theatres zu sehen. Im Sommer 2013 konnten die Zuschauer Macbeth mit Kenneth Branagh und Alex Kingston live in den Kinos verfolgen. Im Januar 2014 wurde das Theaterstück Coriolanus mit Tom Hiddleston und Mark Gatiss live in den Kinos ausgestrahlt. Am 16. September 2014 stellte Gillian Anderson Blanche DuBois im Theaterstück A Streetcar Named Desire dar. Am 16. April 2015 wurde das Theaterstück The Hard Problem mit Damien Molony weltweit in den Kinos übertragen. Einen Monat später trat Ralph Fiennes in der National Theatre Live Produktion Man and Superman auf.
Im Zuge der COVID-19-Pandemie stellte das National Theatre ab April 2020 unter dem Slogan „National Theatre at Home“ erstmals Aufnahmen der Reihe auf Youtube als Stream zur Verfügung. Zu den ausgewählten Stücken, die wöchentlich donnerstags veröffentlicht wurden und jeweils eine Woche online gesehen werden konnten, gehörten One Man, Two Guvners (2011), beide alternierenden Versionen von Nick Dears Frankenstein (2011) sowie Antonius und Cleopatra (2018). Innerhalb der ersten sechs Wochen wurden die Stücke mehr als acht Millionen Mal gesehen; Spenden, die während der Ausstrahlungen gesammelt wurden, kamen von der Krise betroffenen Künstlern der Stücke zugute.

## Live Ausstrahlungen

### Staffel 1
| Nummer (Staffel) | Nummer (Gesamt) | Titel                     | Autor                           | Theater                | Darsteller                                                   | Ausstrahlung    |
| ---------------- | --------------- | ------------------------- | ------------------------------- | ---------------------- | ------------------------------------------------------------ | --------------- |
| 1                | 1               | Phèdre                    | Jean Racine                     | Royal National Theatre | Helen Mirren, Dominic Cooper, John Shrapnel, Margaret Tyzack | 25. Juni 2009   |
| 2                | 2               | All’s Well That Ends Well | William Shakespeare             | Royal National Theatre | Oliver Ford Davies, Clare Higgins, Conleth Hill              | 1. Oktober 2009 |
| 3                | 3               | Nation                    | Terry Pratchett, Mark Ravenhill | Royal National Theatre | Nicholas Rowe                                                | 30. Januar 2010 |
| 4                | 4               | The Habit of Art          | Alan Bennett                    | Royal National Theatre | Richard Griffiths, Frances de la Tour                        | 22. April 2010  |
| 5                | 5               | London Assurance          | Dion Boucicault, Richard Bean   | Royal National Theatre | Simon Russell Beale, Mark Addy, Fiona Shaw, Richard Briers   | 28. Juni 2010   |

### Staffel 2
| Nummer (Staffel) | Nummer (Gesamt) | Titel                 | Autor                         | Theater                | Darsteller                                                                                      | Ausstrahlung                                          |
| ---------------- | --------------- | --------------------- | ----------------------------- | ---------------------- | ----------------------------------------------------------------------------------------------- | ----------------------------------------------------- |
| 1                | 6               | A Disappearing Number | Simon McBurney                | Royal National Theatre | Saskia Reeves                                                                                   | 14. Oktober 2010                                      |
| 2                | 7               | Hamlet                | William Shakespeare           | Royal National Theatre | David Calder, Clare Higgins, Rory Kinnear, Alex Lanipekun, Patrick Malahide                     | 9. Dezember 2010                                      |
| 3                | 8               | Fela!                 | Jim Lewis, Bill T. Jones      | Royal National Theatre | Sahr Ngaujah                                                                                    | 13. Januar 2011                                       |
| 4                | 9               | King Lear             | William Shakespeare           | Royal National Theatre | Alec Newman, Derek Jacobi, Gina McKee                                                           | 3. Februar 2011                                       |
| 5                | 10              | Frankenstein          | Nick Dear, Mary Shelley       | Royal National Theatre | Benedict Cumberbatch, Jonny Lee Miller, Karl Johnson, Naomie Harris, William Nye, George Harris | 17. und 24. März 2011 (alternierende Hauptdarsteller) |
| 6                | 11              | The Cherry Orchard    | Anton Tschechow, Andrew Upton | Royal National Theatre | Claudie Blakley, Kenneth Cranham, Conleth Hill, Gerald Kyd, Charity Wakefield, Zoë Wanamaker    | 30. Juni 2011                                         |

### Staffel 3
| Nummer (Staffel) | Nummer (Gesamt) | Titel                 | Autor                       | Theater                | Darsteller                                                 | Ausstrahlung       |
| ---------------- | --------------- | --------------------- | --------------------------- | ---------------------- | ---------------------------------------------------------- | ------------------ |
| 1                | 12              | One Man, Two Guvnors  | Richard Bean, Carlo Goldoni | Royal National Theatre | James Corden, Jemima Rooper, Suzanne Toase                 | 15. September 2011 |
| 2                | 13              | The Kitchen           | Arnold Wesker               | Royal National Theatre | Tom Brooke, Marek Oravec                                   | 6. Oktober 2011    |
| 3                | 14              | Collaborators         | John Hodge                  | Royal National Theatre | Simon Russell Beale, Mark Addy, Patrick Godfrey            | 1. Dezember 2011   |
| 4                | 15              | Travelling Light      | Nicholas Wright             | Royal National Theatre | Antony Sher, Damien Molony                                 | 9. Februar 2012    |
| 5                | 16              | The Comedy of Errors  | William Shakespeare         | Royal National Theatre | Claudie Blakley, Silas Carson, Lenny Henry, Lucian Msamati | 1. März 2012       |
| 6                | 17              | She Stoops to Conquer | Oliver Goldsmith            | Royal National Theatre | David Fynn, Cush Jumbo, Sophie Thompson                    | 29. März 2012      |

### Staffel 4
| Nummer (Staffel) | Nummer (Gesamt) | Titel                                             | Autor                        | Theater                           | Darsteller                                                                  | Ausstrahlung      |
| ---------------- | --------------- | ------------------------------------------------- | ---------------------------- | --------------------------------- | --------------------------------------------------------------------------- | ----------------- |
| 1                | 18              | The Curious Incident of the Dog in the Night-Time | Mark Haddon, Simon Stephens  | Royal National Theatre            | Luke Treadaway                                                              | 6. September 2012 |
| 2                | 19              | The Last of the Haussmans                         | Stephen Beresford            | Royal National Theatre            | Julie Walters, Rory Kinnear, Helen McCrory                                  | 11. Oktober 2012  |
| 3                | 20              | Timon of Athens                                   | William Shakespeare          | Royal National Theatre            | Alfred Enoch                                                                | 1. November 2012  |
| 4                | 21              | The Magistrate                                    | Arthur Wing Pinero           | Royal National Theatre            | Nancy Carroll, Christina Cole, John Lithgow                                 | 17. Januar 2013   |
| 5                | 22              | People                                            | Alan Bennett                 | Royal National Theatre            | Franc Ashman, Linda Bassett, Ellie Burrow, Selina Cadell                    | 21. März 2013     |
| 6                | 23              | This House                                        | James Graham                 | Royal National Theatre            | Charles Edwards                                                             | 16. Mai 2013      |
| 7                | 24              | The Audience                                      | Peter Morgan                 | Gielgud Theatre                   | Helen Mirren, Edward Fox, Richard McCabe, Nathaniel Parker                  | 13. Juni 2013     |
| 8                | 25              | Macbeth                                           | Rob Ashford, Kenneth Branagh | Manchester International Festival | Kenneth Branagh, Ray Fearon, Alex Kingston, John Shrapnel, Alexander Vlahos | 20. Juli 2013     |

### Staffel 5
| Nummer (Staffel) | Nummer (Gesamt) | Titel                   | Autor                           | Theater                                                    | Darsteller                                                                                      | Ausstrahlung       |
| ---------------- | --------------- | ----------------------- | ------------------------------- | ---------------------------------------------------------- | ----------------------------------------------------------------------------------------------- | ------------------ |
| 1                | 26              | Othello                 | William Shakespeare             | Royal National Theatre                                     | Rory Kinnear, Adrian Lester, Lyndsey Marshal                                                    | 26. September 2013 |
| 2                | 27              | Coriolanus              | William Shakespeare             | Donmar Warehouse                                           | Tom Hiddleston, Mark Gatiss, Hadley Fraser, Alfred Enoch, Mark Stanley, Birgitte Hjort Sørensen | 30. Januar 2014    |
| 3                | 28              | War Horse               | Michael Morpurgo, Nick Stafford | New London Theatre (Produktion des Royal National Theatre) | Ian Shaw                                                                                        | 27. Januar 2014    |
| 4                | 29              | King Lear               | William Shakespeare             | Royal National Theatre                                     | Simon Russell Beale, Tom Brooke, Anna Maxwell Martin                                            | 1. Mai 2014        |
| 5                | 30              | A Small Family Business | Alan Ayckbourn                  | Royal National Theatre                                     | Nigel Lindsay                                                                                   | 12. Juni 2014      |
| 6                | 31              | Skylight                | David Hare                      | Wyndham’s Theatre                                          | Carey Mulligan, Bill Nighy, Matthew Beard, David Hare                                           | 17. Juli 2014      |

### Staffel 6
| Nummer (Staffel) | Nummer (Gesamt) | Titel                         | Autor                                 | Theater                                      | Darsteller                                                  | Ausstrahlung       |
| ---------------- | --------------- | ----------------------------- | ------------------------------------- | -------------------------------------------- | ----------------------------------------------------------- | ------------------ |
| 1                | 32              | Medea                         | Euripides, Ben Power                  | Royal National Theatre                       | Helen McCrory, Jane Wymark                                  | 4. September 2014  |
| 2                | 33              | A Streetcar Named Desire      | Tennessee Williams                    | Royal National Theatre                       | Gillian Anderson, Ben Foster, Corey Johnson, Vanessa Kirby  | 16. September 2014 |
| 3                | 34              | John                          | Lloyd Newson                          | Royal National Theatre                       | Lee Boggess, Hannes Langolf, Ermira Goro                    | 9. Dezember 2014   |
| 4                | 35              | Treasure Island               | Bryony Lavery, Robert Louis Stevenson | Royal National Theatre                       | Arthur Darvill, Alastair Parker                             | 22. Januar 2015    |
| 5                | 36              | Behind the Beautiful Forevers | David Hare, Katherine Boo             | Royal National Theatre                       | Meera Syal                                                  | 12. März 2015      |
| 6                | 37              | A View From the Bridge        | Arthur Miller                         | Wyndham’s Theatre (Produktion des Young Vic) | Phoebe Fox, Mark Strong, Emun Elliott                       | 26. März 2015      |
| 7                | 38              | The Hard Problem              | Tom Stoppard                          | Royal National Theatre                       | Damien Molony, Lucy Robinson, Anthony Calf                  | 16. April 2015     |
| 8                | 39              | Man and Superman              | George Bernard Shaw                   | Royal National Theatre                       | Ralph Fiennes, Indira Varma, Corey Johnson, Nicholas Bishop | 14. Mai 2015       |
| 9                | 40              | Everyman                      | Carol Ann Duffy                       | Royal National Theatre                       | Dermot Crowley, Chiwetel Ejiofor                            | 16. Juli 2015      |

### Staffel 7
| Nummer (Staffel) | Nummer (Gesamt) | Titel                    | Autor                                    | Theater                                        | Darsteller                                                                    | Ausstrahlung      |
| ---------------- | --------------- | ------------------------ | ---------------------------------------- | ---------------------------------------------- | ----------------------------------------------------------------------------- | ----------------- |
| 1                | 41              | The Beaux’ Stratagem     | George Farquhar                          | Royal National Theatre                         | Samuel Barnett, Geoffrey Streatfeild, Susannah Fielding, Pippa Bennett-Warner | 3. September 2015 |
| 2                | 42              | Hamlet                   | William Shakespeare                      | Barbican Theatre                               | Benedict Cumberbatch, Ciarán Hinds, Leo Bill, Jim Norton, Karl Johnson        | 15. Oktober 2015  |
| 3                | 43              | Of Mice and Men          | John Steinbeck                           | Longacre Theatre, Broadway                     | James Franco, Chris O’Dowd                                                    | 19. November 2015 |
| 4                | 44              | Jane Eyre                | Mike Akers, Charlotte Brontë             | Royal National Theatre                         | Madeleine Worrall, Felix Hayes                                                | 8. Dezember 2015  |
| 5                | 45              | Les Liaisons Dangereuses | Christopher Hampton, Choderlos de Laclos | Donmar Warehouse                               | Janet McTeer, Morfydd Clark, Adjoa Andoh, Dominic West                        | 28. Januar 2016   |
| 6                | 46              | As You Like It           | William Shakespeare                      | Royal National Theatre                         | Rosalie Craig, Joe Bannister                                                  | 25. Februar 2016  |
| 7                | 47              | Hangmen                  | Martin McDonagh                          | Wyndham’s Theatre (Produktion des Royal Court) | David Morrissey, Andy Nyman                                                   | 2. März 2016      |

### Staffel 8
| Nummer (Staffel) | Nummer (Gesamt) | Titel                                              | Autor                                           | Theater                | Darsteller                                                  | Ausstrahlung       |
| ---------------- | --------------- | -------------------------------------------------- | ----------------------------------------------- | ---------------------- | ----------------------------------------------------------- | ------------------ |
| 1                | 48              | The Deep Blue Sea                                  | Terence Rattigan                                | Royal National Theatre | Helen McCrory, Tom Burke, Adetomiwa Edun                    | 1. September 2016  |
| 2                | 49              | The Threepenny Opera                               | Bertolt Brecht, Elisabeth Hauptmann             | Royal National Theatre | Rory Kinnear                                                | 22. September 2016 |
| 3                | 50              | No Man’s Land                                      | Harold Pinter                                   | Wyndham’s Theatre      | Ian McKellen, Patrick Stewart, Damien Molony, Owen Teale    | 15. Dezember 2016  |
| 4                | 51              | Amadeus                                            | Peter Shaffer                                   | Royal National Theatre | Lucian Msamati, Adam Gillen                                 | 2. Februar 2017    |
| 5                | 52              | Saint Joan                                         | George Bernard Shaw                             | Donmar Warehouse       | Gemma Arterton                                              | 16. Februar 2017   |
| 6                | 53              | Hedda Gabler                                       | Henrik Ibsen                                    | Royal National Theatre | Ruth Wilson                                                 | 9. März 2017       |
| 7                | 54              | Twelfth Night                                      | William Shakespeare                             | Royal National Theatre | Tamsin Greig, Doon Mackichan                                | 6. April 2017      |
| 8                | 55              | Rosencrantz and Guildenstern Are Dead              | Tom Stoppard                                    | Old Vic                | Daniel Radcliffe, David Haig                                | 20. April 2017     |
| 9                | 56              | Obsession                                          | Jan Peter Gerrits, Simon Stephens, Ivo van Hove | Barbican Theatre       | Jude Law                                                    | 11. Mai 2017       |
| 10               | 57              | Who’s Afraid of Virginia Woolf?                    | Edward Albee                                    | Harold Pinter Theatre  | Imelda Staunton, Conleth Hill, Luke Treadaway, Imogen Poots | 18. Mai 2017       |
| 11               | 58              | Peter Pan                                          | James Matthew Barrie                            | Royal National Theatre | Mark Rylance, Daniel Evans, Paul Hilton                     | 10. Juni 2017      |
| 12               | 59              | Salomé                                             | Yaël Farber                                     | Royal National Theatre | Isabella Nefar                                              | 22. Juni 2017      |
| 13               | 60              | Angels in America, Part One: Millennium Approaches | Tony Kushner                                    | Royal National Theatre | Andrew Garfield, Nathan Lane, Russell Tovey                 | 20. Juli 2017      |
| 14               | 61              | Angels in America, Part Two: Perestroika           | Tony Kushner                                    | Royal National Theatre | Andrew Garfield, Nathan Lane, Russell Tovey                 | 27. Juli 2017      |
| 15               | 62              | Yerma                                              | Federico García Lorca                           | Young Vic              | Billie Piper                                                | 31. August 2017    |

### Staffel 9
| Nummer (Staffel) | Nummer (Gesamt) | Titel                 | Autor                           | Theater                                   | Darsteller                                                    | Ausstrahlung      |
| ---------------- | --------------- | --------------------- | ------------------------------- | ----------------------------------------- | ------------------------------------------------------------- | ----------------- |
| 1                | 63              | Follies               | Stephen Sondheim, James Goldman | Royal National Theatre                    | Imelda Staunton, Liz Ewing, Gary Raymond, Philip Quast        | 16. November 2017 |
| 2                | 64              | Young Marx            | Richard Bean, Clive Coleman     | Bridge Theatre                            | Rory Kinnear, Nancy Carroll, Dixie Egerickx, Oliver Chris     | 7. Dezember 2017  |
| 3                | 65              | Cat on a Hot Tin Roof | Tennessee Williams              | Apollo Theatre (Produktion des Young Vic) | Jack O’Connell, Sienna Miller                                 | 22. Februar 2018  |
| 4                | 66              | Julius Caesar         | William Shakespeare             | Bridge Theatre                            | Ben Whishaw, Michelle Fairley, David Calder, David Morrissey  | 22. März 2018     |
| 5                | 67              | Macbeth               | William Shakespeare             | Royal National Theatre                    | Nadia Albina, Michael Balogun, Stephen Boxer, Anne-Marie Duff | 10. Mai 2018      |

### Staffel 10
| Nummer (Staffel) | Nummer (Gesamt) | Titel                                  | Autor                            | Theater                                                             | Darsteller                                                   | Ausstrahlung       |
| ---------------- | --------------- | -------------------------------------- | -------------------------------- | ------------------------------------------------------------------- | ------------------------------------------------------------ | ------------------ |
| 1                | 68              | Julie                                  | Polly Stenham, August Strindberg | Royal National Theatre                                              | Vanessa Kirby, Eric Kofi Abrefa                              | 6. September 2018  |
| 2                | 69              | King Lear                              | William Shakespeare              | Duke of York’s Theatre (Produktion des Chichester Festival Theatre) | Ian McKellen, Sinéad Cusack, Danny Webb, Kirsty Bushell      | 27. September 2018 |
| 3                | 70              | Allelujah!                             | Alan Bennett                     | Royal National Theatre                                              | Samuel Barnett, Sam Bond, Jacqueline Chan, Jacqueline Clarke | 1. November 2018   |
| 4                | 71              | The Madness of George III              | Alan Bennett                     | Nottingham Playhouse                                                | Mark Gatiss, Adrian Scarborough                              | 20. November 2018  |
| 5                | 72              | Antony & Cleopatra                     | William Shakespeare              | Royal National Theatre                                              | Sophie Okonedo, Ralph Fiennes                                | 6. Dezember 2018   |
| 6                | 73              | The Tragedy of King Richard the Second | William Shakespeare              | Almeida Theatre                                                     | Simon Russell Beale                                          | 15. Januar 2019    |
| 7                | 74              | I’m Not Running                        | David Hare                       | Royal National Theatre                                              | Siân Brooke, Amaka Okafor                                    | 31. Januar 2019    |
| 8                | 75              | All About Eve                          | Mary Orr, Ivo van Hove           | Noël Coward Theatre                                                 | Gillian Anderson, Lily James                                 | 11. April 2019     |
| 9                | 76              | All My Sons                            | Arthur Miller                    | Old Vic Theatre                                                     | Sally Field, Bill Pullman, Jenna Coleman                     | 14 May 2019        |
| 10               | 77              | Small Island                           | Helen Edmundson, Andrea Levy     | Royal National Theatre                                              | Leah Harvey, Gershwyn Eustache junior                        | 27. Juni 2019      |
| 11               | 78              | The Lehman Trilogy                     | Stefano Massini                  | Royal National Theatre                                              | Simon Russell Beale, Ben Miles, Adam Godley                  | 25. Juli 2019      |

### Staffel 11
| Nummer (Staffel) | Nummer (Gesamt) | Titel                     | Autor                         | Theater                                         | Darsteller                                                         | Ausstrahlung                                                       |
| ---------------- | --------------- | ------------------------- | ----------------------------- | ----------------------------------------------- | ------------------------------------------------------------------ | ------------------------------------------------------------------ |
| 1                | 79              | Fleabag                   | Phoebe Waller-Bridge          | Wyndham’s Theatre (Produktion des Soho Theatre) | Phoebe Waller-Bridge                                               | 12. September 2019                                                 |
| 2                | 80              | A Midsummer Night’s Dream | William Shakespeare           | Bridge Theatre                                  | Gwendoline Christie, Oliver Chris, David Moorst, Hammed Animashaun | 17. Oktober 2019                                                   |
| 3                | 81              | Hansard                   | Simon Woods                   | Royal National Theatre                          | Lindsay Duncan, Alex Jennings                                      | 7. November 2019                                                   |
| 4                | 82              | Present Laughter          | Noël Coward                   | Old Vic Theatre                                 | Andrew Scott                                                       | 28. November 2019                                                  |
| 5                | 83              | Cyrano de Bergerac        | Edmond Rostand                | Playhouse Theatre                               | James McAvoy                                                       | 20. Februar 2020                                                   |
| 6                | 84              | The Welkin                | Lucy Kirkwood                 | Royal National Theatre                          | Maxine Peake                                                       | geplant für 21. Mai 2020, aufgrund der Covid-19-Pandemie abgesagt  |
| 7                | 85              | Leopoldstadt              | Tom Stoppard                  | Wyndham’s Theatre                               | Aaron Neil, Rhys Bailey                                            | geplant für 25. Juni 2020, aufgrund der Covid-19-Pandemie abgesagt |
| 8                | 86              | Jack Absolute Flies Again | Richard Bean und Oliver Chris | Royal National Theatre                          | Caroline Quentin, Richard Fleeshman                                | geplant für 23. Juli 2020, aufgrund der Covid-19-Pandemie abgesagt |